# Góry Ałajskie
Góry Ałajskie, Ałaj (kirg.: Алай кырка тоосу, Ałaj kyrka toosu; tadż.: кӯҳсори Олой, kuhsori Oloj; ros.: Алайский хребет, Ałajskij chriebiet) – góry w Kirgistanie i częściowo w Tadżykistanie. Rozciągają się z zachodu na wschód na długości ok. 400 km i szerokości 70−80 km. Od północy ogranicza je Kotlina Fergańska, od południa zaś Dolina Ałajska. Najwyższy szczyt, Tandykul, znajduje się na granicy kirgisko-tadżyckiej i ma wysokość 5539 m n.p.m. (według innych źródeł 5544 m n.p.m.). Góry zbudowane są ze skał okruchowych (głównie piaskowców) i krystalicznych z łupkami metamorficznymi. Na przedgórzach dominuje roślinność półpustynna, nieco wyżej występują suche stepy. Do wysokości 3000 m n.p.m. pojawiają się łąki stepowe i lasy, tzw. arcza, które spotykane są głównie na stokach północnych. Powyżej 3000 m n.p.m. przeważają łąki typu alpejskiego. W partiach szczytowych roślinność zanika i występują wieczne śniegi oraz lodowce górskie.